# Lillestrøm Stadion
Het Lillestrøm Stadion (ook wel Lillestrøm idrettspark) is een sportfaciliteit met 3 voetbalvelden, een sintelbaan voor atletiek en twee sportzalen (LSK-Hallen voor voetbal en Skedsmohallen voor indoor sporten) in Lillestrøm in de provincie Akershus in het zuiden van Noorwegen. Het stadion ligt op 113 meter boven zeeniveau. Het stadion is geopend op 6 juni 1920 en was het hoofdstadion van Lillestrøm SK tot 1951. De sintelbaan opende twee jaar later. In 2004 is er een kunstgrasveld aangelegd en in 2007 is de sintelbaan vernieuwd en de LSH-Hallen geopend.
Het Lillestrøm Stadion is bovendien een voormalige natuurijsbaan. Van 1909 tot en met 1989 was het stadion in gebruik geweest als ijsbaan. De gemeente Skedsmo stopte eind jaren tachtig met het spuiten van water, wat het einde van de natuurijsbaan betekende. Hiermee heeft het district Romerike geen 400 meter ijsbaan meer. Op 7 december 2006 heeft een groep schaatsliefhebbers uit Romerike, onder leiding van Johs Kjell Grimseth, een schaatsalliantie (Skøytealliansen) opgericht met het doel om ijshal te verwezenlijken met een 400 meter ijsbaan en een ijsbaan voor kunstschaatsen en bandy, in het district Nedre Romerike. In 2015 lag er een plan voor een eenvoudige ijshal voor 80 miljoen NOK. Men is anno 2019 nog bezig om dit plan te verwezenlijken.

## Sportsklubben Ceres
De vereniging Sportsklubben Ceres maakte gebruik van het Lillestrøm Stadion. De volgende bekende schaatsers waren lid van Sportsklubben Ceres:
- Kay Arne Stenshjemmet
- Bjørn Nyland
- Geir Karlstad
- Frode Syvertsen
- Øystein Hammeren
- Jane Iren Nielsen
- Linda Olsen
- Trude Nielsen